# Kynnefjäll

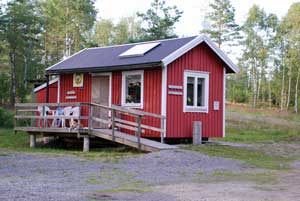
Vaktstugan vid Kynnefjäll.

Kynnefjäll är en högplatå i Bohuslän och Dalsland, till största delen i Tanums kommun och till en mindre del i Munkedals kommun och Dals Eds kommun. Sprickdalslandskapet ger upphov till många vattendrag och sjöar. Fjället kallas därför ibland även för vattenfjället. Många trädarter har här sin sydligaste utbredning, t.ex. fjällbjörk och gråal. Här finns gott om rådjur och älg, men även varg, lo och bäver.
Kynnefjälls högsta punkt, Vaktarekullen, är belägen 207 meter över havet.
Bohusleden löper genom Kynnefjäll på sin väg mellan Strömstad och Lindome. Den är en del av Nordsjöleden. Förutom att vandra är området lämpligt för kanot, jakt, fiske, svamp- och bärplockning.
Vid slutet av 1600-talet var Kynnefjäll täckt av urskogar, under 1700-talet började man hugga skogen då behovet för virke var mycket stort, både yngre och äldre skog avverkades för att besvara den höga efterfrågan. 1840 var det slut med den stora virkesexporten, och Kynnefjäll blev nu Bohusläns största sammanhängande ljung område och beskrevs av forskaren Axel Emanuel Holmberg (1817-1861)  då som en öken. Under 1800-talets mitt utnyttjades utmarkerna och en intensiv nyodlingverksamhet tog fart. På 1870-talet var befolkningen som störst på fjället med cirka 2 000 invånare. Vid slutet av 1800-talet kom svedjebruket att avta och skogsodlingen blev allt mer hållbart. 1986 registrerade Bohusläns museum 302 övergivna bebyggelseområden inom Kynnefjäll, varpå flertalet av dem från 1800-talets mitt. 
Kynnefjäll är känt för ett långvarigt lokalt motstånd mot slutförvar av kärnavfall.  "Fjället" bevakades dygnet runt i omkring 20 år under 1980- och 1990-talen av aktionsgruppen Rädda Kynnefjäll från en liten stuga. Stugan ligger på den södra delen av fjället. Stugan är, sedan den flyttades tvärs över vägen, skyddad och sköts av föreningen.
Inom området finns tre naturreservat; Kynnefjäll A, Kynnefjäll B och Kynnefjäll-Sätret. De båda förstnämnda ingår i EU:s ekologiska nätverk av skyddade områden, Natura 2000. Alla förvaltas av Västkuststiftelsen. Kynnefjäll A avsattes som skyddat område 1992. Områdena är rika på sjöar. De största i och invid reservaten är Kasebosjön, Malevattnet, Hornboresjön, Lilla Holmevatten, Blötevatten, Långevatten, Löv, Smedvattnet och Klevvattnet.